# Registrum Vyasdense
Registrum Vyasdense, Registrum Uyasdense (pol. Rejestr Ujazdu) – wykaz posiadłości i dochodów biskupstwa wrocławskiego w archidiakonacie opolskim, stanowi część Liber fundationis episcopatus Vratislaviensis (pol. Księga uposażeń biskupstwa wrocławskiego).
Rejestr powstał w okresie sprawowania funkcji biskupa wrocławskiego przez Henryka z Wierzbna oraz jego biskupa pomocniczego Pawła z Bancz.  Sprawowanie we Wrocławiu funkcji przez tych biskupów zaznaczyło się między innymi, okresem porządkowania, zarówno życia religijnego, jak i administracji kościelnej. Przejawem tej działalności, było między innymi sporządzenie księgi uposażeń, zawierającej wykazy posiadłości i dochodów biskupstwa wrocławskiego. Jednym z powstałych wtedy spisów było Registrum Vyasdense / Uyasdense czyli Rejestr Ujazdu. Rejestr nie jest dokładnie datowany, według badań z końca XX w. i początku XXI w. zapis w nim powstał około 1303 – 1306 roku.  
Nazwa spisu wywodzi się od miejscowości Ujazd (łac. Uyasd, Vyasd, Uiasd, Viasd), największej posiadłości biskupów wrocławskich w archidiakonacie opolskim. Mimo że siedzibą archidiakonatu było Opole, to rejestrowi nadano nazwę od Ujazdu, będącego lokalnym biskupim centrum gospodarczym tej części Śląska.
Dokument zawiera spis miejscowości w archidiakonacie opolskim, płacących daniny na rzecz diecezji wrocławskiej, a także tych będących własnością biskupów wrocławskich. Rejestr Ujazdu obejmuje spis miejscowości położonych we wschodniej części Śląska (później nazwanej Górny Śląsk) (na wschód od Przesieki Śląskiej), pogrupowanych wokół ówczesnych ośrodków administracyjnych.
Pierwszą grupę wsi stanowią miejscowości położone w pobliżu Strzelc Opolskich, Toszka i Ujazdu, następną te położone w pobliżu Pyskowic i Zbrosławic oraz Gliwic. Następnie księga wymienia wsie położone w pobliżu Opola, Niemodlina i Krapkowic, Olesna i Lublińca, a także Ścinawy Małej i Białej. Kolejna grupa wsi w rejestrze znajdowała się w pobliżu Głogówka i Koźla, a także Raciborza. Dalej księga wymienia miejscowości położone w pobliżu Rybnika, Żor i Wodzisławia Śląskiego, oraz niżej wsie w pobliżu samych Żor i Wodzisławia. Na końcu wymienione są miejscowości księstwa cieszyńskiego.
Rejestr ma wielkie znaczenie dla historii tego regionu, gdyż dla wielu miejscowości w nim wymienionych jest pierwszym dokumentem pisanym, na którym pojawia się ich nazwa, a tym samym historycznie potwierdzone jest ich istnienie. Jednakowoż nie wszystkie znane z wcześniejszych źródeł wsie zostały w nim wymienione. Ponadto w Registrum Uyasdense zapisano informacje o wysokości oraz sposobie płaconego podatku. Ich treść pozwala na uzyskanie źródłowo pewnych informacji oraz wyciągnięcie wniosków co do ówczesnej wielkości wymienionych w nim miejscowości, ich zamożności oraz o obszarze uprawianej roli, a także w niektórych przypadkach prawa na którym zostały założone.